# Willy Kanis
Willy Kanis (nascida em 27 de julho de 1984) é uma ciclista profissional holandesa.
Disputou as provas de ciclismo de pista nos Jogos Olímpicos de Pequim 2008 e Londres 2012, obtendo o melhor resultado em 2008 ao terminar na quarta posição na velocidade olímpica.